# جوایز شاهدخت آستوریاس
جوایز شاهزاده آستوریاس (اسپانیایی: Premios Princesa de Asturias‎, انگلیسی: Princess of Asturias Awards) مجموعه‌ای از جوایز سالیانه در اسپانیا است که توسط بنیاد شاهزاده آستوریاس اعطا می‌گردد.
این مراسم هر ساله در آمفی‌تئاتر کامپوآمور شهر ابیه‌دو برگزار می‌شود و طی آن جوایزی در هشت رشته مختلف، شامل پنجاه هزار یورو وجه نقد، یک تندیس ویژه به عنوان نماد این جایزه و یک دیپلم افتخار؛ به بهترین دستاوردهای آن گروه اعطا می‌شود.

## رده‌ها

نشان بنیاد شاهزاده آستوریاس و جوایز.

### هنر
- ۱۹۸۱: خسوس لوپز-کوبوس
- ۱۹۸۲: پابلو سرانو
- ۱۹۸۳: Eusebio Sempere
- ۱۹۸۴: Orfeón Donostiarra
- ۱۹۸۵: آنتونیو لوپز گارسیا
- ۱۹۸۶: لوئیس گارسیا برلانگا
- ۱۹۸۷: ادوآردو چیلیدا
- ۱۹۸۸: Jorge Oteiza
- ۱۹۸۹: اسکار نیمایر
- ۱۹۹۰: آنتونی تاپیس
- ۱۹۹۱: ویکتوریا د لس آنخلس، تره‌سا برگانسا، مونتسرات کابایه، خوزه کارراس، پلاسیدو دومینگو، آلفردو کرائوس و پیلار لورنگار
- ۱۹۹۲: روبرتو ماتا
- ۱۹۹۳: Francisco Javier Sáenz de Oiza
- ۱۹۹۴: آلیسیا د لاروچا
- ۱۹۹۵: فرناندو فرنان گومز
- ۱۹۹۶: خواکین رودریگو
- ۱۹۹۷: ویتوریو گاسمن
- ۱۹۹۸: سباستیائو سالگادو
- ۱۹۹۹: سانتیاگو کالاتراوا
- ۲۰۰۰: باربارا هندریکس
- ۲۰۰۱: کریستف پندرسکی
- ۲۰۰۲: وودی آلن
- ۲۰۰۳: میکل بارسلو
- ۲۰۰۴: پاکو د لوسیا
- ۲۰۰۵: مایا پلیستسکایا و تامارا روخو
- ۲۰۰۶: پدرو آلمودوار
- ۲۰۰۷: باب دیلن
- ۲۰۰۸:  Sistema de Orquesta Juvenil e Infantil de Venezuela
- ۲۰۰۹: نورمن فاستر
- ۲۰۱۰: ریچارد سرا
- ۲۰۱۱: ریکاردو موتی
- ۲۰۱۲: رافائل مونئو
- ۲۰۱۳: میشائل هانکه
- ۲۰۱۴: فرانک گری

### ارتباطات و علوم انسانی
- ۱۹۸۱: ماریا زامبرانو
- ۱۹۸۲: ماریو بونگه
- ۱۹۸۳: روزنامه ال پائیس
- ۱۹۸۴: Claudio Sánchez Albornoz
- ۱۹۸۵: José Ferrater Mora
- ۱۹۸۶: او گلوبو
- ۱۹۸۷: روزنامه El Espectador و روزنامه El Tiempo
- ۱۹۸۸: Horacio Sáenz Guerrero
- ۱۹۸۹: Fondo de Cultura Económica و Pedro Laín Entralgo
- ۱۹۹۰: José Simeón Cañas University
- ۱۹۹۱: Luis María Anson
- ۱۹۹۲: Emilio García Gómez
- ۱۹۹۳: Revista Vuelta by اکتاویو پاز
- ۱۹۹۴: Spanish Missions در رواندا و بوروندی
- ۱۹۹۵: José Luis López Aranguren و آژانس افه
- ۱۹۹۶: ایندرو مونتانلی و Julián Marías
- ۱۹۹۷: سی‌ان‌ان و واتسلاو هاول
- ۱۹۹۸: Reinhard Mohn و سومالی مام
- ۱۹۹۹: Instituto Caro y Cuervo
- ۲۰۰۰: اومبرتو اکو
- ۲۰۰۱: جورج استاینر
- ۲۰۰۲: هانس ماگنوس انتسنبرگر
- ۲۰۰۳: ریشارد کاپوشینسکی و Gustavo Gutiérrez Merino
- ۲۰۰۴: ژان دانیل
- ۲۰۰۵: Alliance française, Società Dante Alighieri، شورای فرهنگی بریتانیا، انستیتو گوته، مؤسسه سروانتس، Instituto Camões
- ۲۰۰۶: انجمن نشنال جئوگرافی
- ۲۰۰۷: نشریه‌های نیچر و ساینس
- ۲۰۰۸: گوگل
- ۲۰۰۹: National Autonomous University of Mexico
- ۲۰۱۰: آلن تورن و زیگمونت باومن
- ۲۰۱۱: انجمن سلطنتی
- ۲۰۱۲: شیگرو میاموتو
- ۲۰۱۳: آنی لیبویتز
- ۲۰۱۴: کینو

### همکاری بین‌المللی
- ۱۹۸۱: خوسه لوپز پورتییو
- ۱۹۸۲: انریکه V. ایگلسیاس
- ۱۹۸۳: بیلساری بتانکور
- ۱۹۸۴: Contadora Group
- ۱۹۸۵: رائول آلفونسین
- ۱۹۸۶: دانشگاه سالامانکا و دانشگاه کویمبرا
- ۱۹۸۷: خاویر پرز دکوئیار
- ۱۹۸۸: اسکار آریاس، فتیحه بوضیاف
- ۱۹۸۹: ژاک دولور و میخائیل گورباچف
- ۱۹۹۰: هانس-دیتریش گنشر
- ۱۹۹۱: کمیساریای عالی سازمان ملل برای پناهندگان (UNHCR)
- ۱۹۹۲: نلسون ماندلا و اف. دبلیو. کلرک
- ۱۹۹۳: United Nations Blue Berets stationed in Ex-Yugoslavia
- ۱۹۹۴: یاسر عرفات و اسحاق رابین
- ۱۹۹۵: ماریو سوارز
- ۱۹۹۶: هلموت کوهل
- ۱۹۹۷: دولت گواتمالا و Guatemalan National Revolutionary Unity
- ۱۹۹۸: فتیحه بوضیاف، Olayinka Koso-Thomas، گراسا ماچل، ریگوبرتا منچو، فتانه اسحاق گیلانی، اما بنینو و سومالی مام
- ۱۹۹۹: پدرو دوک، جان گلن، چیکائی موکائی و والری پلیاکوف
- ۲۰۰۰: فرناندو انریکه کاردوسو
- ۲۰۰۱: ایستگاه فضایی بین‌المللی (ISS)
- ۲۰۰۲: Scientific Committee on Antarctic Research
- ۲۰۰۳: لوئیس ایناسیو لولا دا سیلوا
- ۲۰۰۴: برنامه اراسموس اتحادیه اروپا
- ۲۰۰۵: سیمون ویل
- ۲۰۰۶: بنیاد بیل و ملیندا گیتس
- ۲۰۰۷: ال گور
- ۲۰۰۸: Ifakara Health Institute (تانزانیا), Malaria Research و Training Centre (مالی), Kintampo Health Research Centre (غنا) و Manhiça Centre of Health Research (موزامبیک)
- ۲۰۰۹: سازمان بهداشت جهانی (WHO)
- ۲۰۱۰: The Transplantation Society و National Transplant Organization
- ۲۰۱۱: Bill Drayton
- ۲۰۱۲: نهضت بین‌المللی صلیب سرخ و هلال احمر
- ۲۰۱۳: انجمن ماکس پلانک
- ۲۰۱۴: برنامه فولبرایت
- ۲۰۱۵: ویکی‌پدیا[۱]

### ادبیات
- ۱۹۸۱: خوزه ایه‌رو

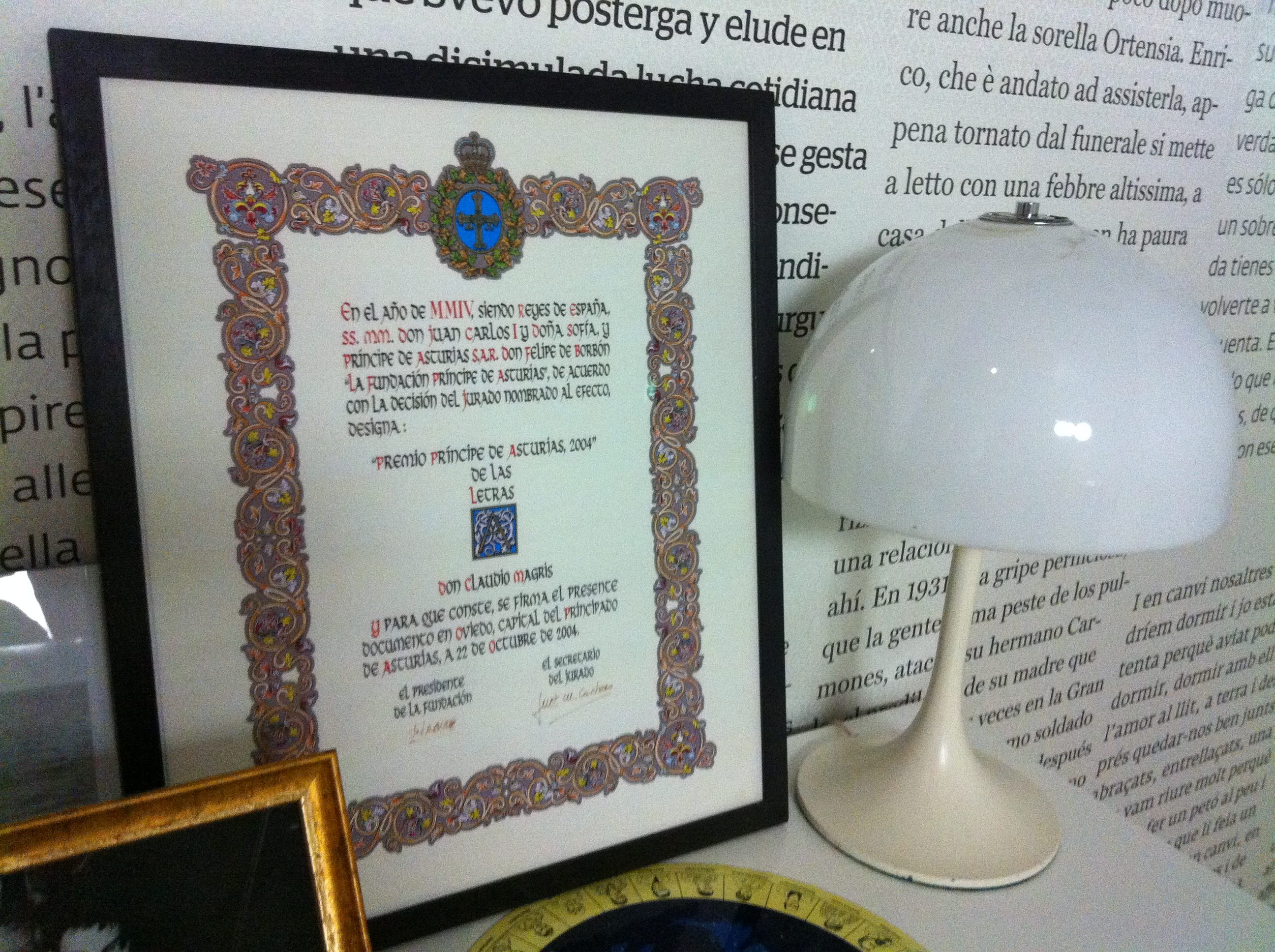
جایزه در ۲۰۰۴ به کلادیو ماگریس اعطا شد، در طی ۲۰۱۱ در the exhibition La Trieste de Magris در CCCB در بارسلون به نمایش درآمد.

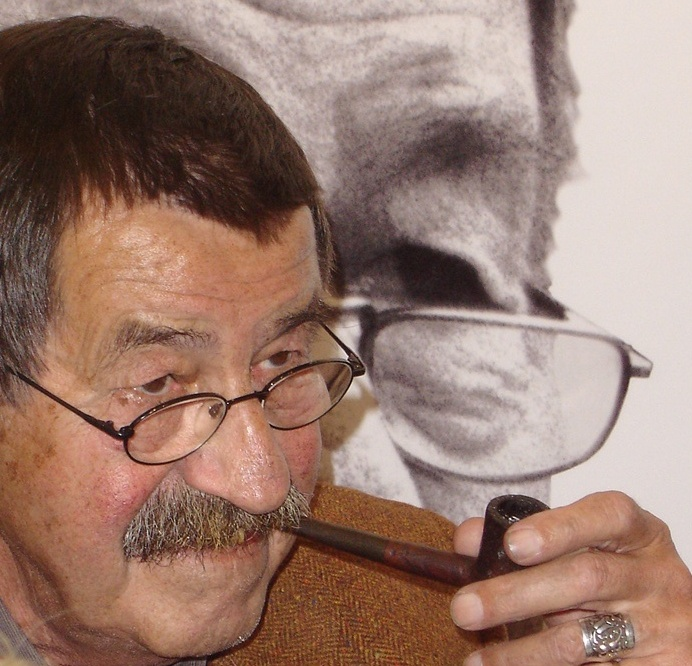
گونتر گراس

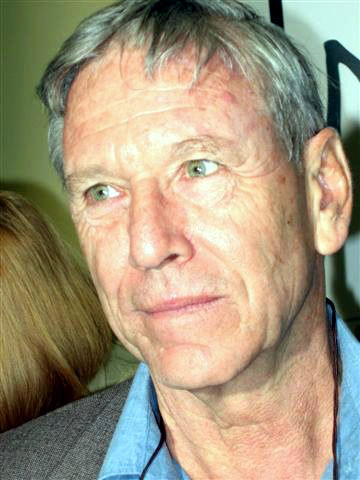
عاموس عوز

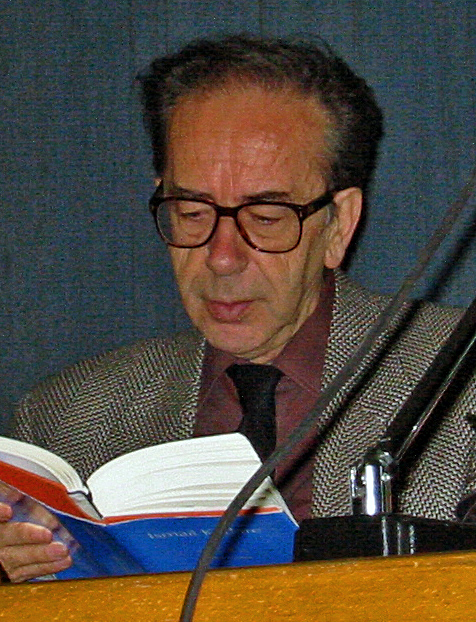
اسماعیل کاداره آلبانیایی رمان‌نویس و شاعر، ۲۰۰۹

- ۱۹۸۲: میگل دلیبس و گنزالو تورنته بایستر
- ۱۹۸۳: خوآن رولفو
- ۱۹۸۴: Pablo García Baena
- ۱۹۸۵: Ángel González
- ۱۹۸۶: ماریو بارگاس یوسا و Rafael Lapesa
- ۱۹۸۷: کامیلو خوزه سلا
- ۱۹۸۸: José Angel Valente و کارمن مارتین گایته
- ۱۹۸۹: Ricardo Gullón
- ۱۹۹۰: Arturo Uslar Pietri
- ۱۹۹۱: اهالی خوآن رولفو
- ۱۹۹۲: فرانسیسکو نیوا
- ۱۹۹۳: Claudio Rodríguez
- ۱۹۹۴: کارلوس فوئنتس
- ۱۹۹۵: کارلوس بوسونیو
- ۱۹۹۶: فرانسیسکو اومبرال
- ۱۹۹۷: آلبارو موتیس
- ۱۹۹۸: فرانسیسکو آیالا
- ۱۹۹۹: گونتر گراس
- ۲۰۰۰: آگوستو مونترسو
- ۲۰۰۱: دوریس لسینگ
- ۲۰۰۲: آرتور میلر
- ۲۰۰۳: فاطمه مرنیسی و سوزان سانتاگ
- ۲۰۰۴: کلادیو ماگریس
- ۲۰۰۵: نلیدا پینیون
- ۲۰۰۶: پل استر
- ۲۰۰۷: عاموس عوز
- ۲۰۰۸: مارگارت اتوود
- ۲۰۰۹: اسماعیل کاداره
- ۲۰۱۰: امین معلوف
- ۲۰۱۱: لئونارد کوهن
- ۲۰۱۲: فیلیپ راث
- ۲۰۱۳: آنتونیو مونیوس مولینا
- ۲۰۱۴: جان بنویل

### علوم اجتماعی
- ۱۹۸۱: Román Perpiñá Grau
- ۱۹۸۲: Antonio Domínguez Ortiz
- ۱۹۸۳: خولیو کارو باروخا
- ۱۹۸۴: Eduardo García de Enterría
- ۱۹۸۵: Ramón Carande Thovar
- ۱۹۸۶: José Luis Pinillos
- ۱۹۸۷: Juan José Linz
- ۱۹۸۸: Luis Díez del Corral و Luis Sánchez Agesta
- ۱۹۸۹: Enrique Fuentes Quintana
- ۱۹۹۰: Rodrigo Uría González
- ۱۹۹۱: Miguel Artola Gallego
- ۱۹۹۲: Juan Velarde Fuertes
- ۱۹۹۳: Silvio Zavala
- ۱۹۹۴: Aurelio Menéndez Menéndez
- ۱۹۹۵: Joaquim Veríssimo Serrão
- ۱۹۹۶: John Huxtable Elliott
- ۱۹۹۷: Martín de Riquer Morera
- ۱۹۹۸: ژاک سانتر و پیر ورنر
- ۱۹۹۹: Raymond Carr
- ۲۰۰۰: کارلو ماریا مارتینی
- ۲۰۰۱: The Colegio de México و Juan Iglesias Santos
- ۲۰۰۲: آنتونی گیدنز
- ۲۰۰۳: یورگن هابرماس
- ۲۰۰۴: پل کروگمن
- ۲۰۰۵: جووانی سارتوری
- ۲۰۰۶: مری رابینسون
- ۲۰۰۷: رالف دارندورف
- ۲۰۰۸: تزوتان تودوروف
- ۲۰۰۹: دیوید اتنبرو
- ۲۰۱۰: تیم باستان‌شناسی جنگاوران شی‌آن
- ۲۰۱۱: هوارد گاردنر
- ۲۰۱۲: مارتا نوسبوم
- ۲۰۱۳: ساسکیا ساسن
- ۲۰۱۴: Joseph Pérez

### ورزش‌ها
| سال  | نام                     | ورزش        |
| ---- | ----------------------- | ----------- |
| ۲۰۱۴ | دوی ماراتن نیویورک      | دو و میدانی |
| ۲۰۱۳ | خوزه ماریا اولازابال    | گلف         |
| ۲۰۱۲ | ایکر کاسیاس و ژاوی      | فوتبال      |
| ۲۰۱۱ | هایله گبرسلاسی          | دو و میدانی |
| ۲۰۱۰ | تیم ملی فوتبال اسپانیا  | فوتبال      |
| ۲۰۰۹ | یلنا ایسینبایوا         | دو و میدانی |
| ۲۰۰۸ | رافائل نادال            | تنیس        |
| ۲۰۰۷ | میشائل شوماخر           | فرمول یک    |
| ۲۰۰۶ | تیم ملی بسکتبال اسپانیا | بسکتبال     |
| ۲۰۰۵ | فرناندو آلونسو          | فرمول یک    |
| ۲۰۰۴ | هشام الگروج             | دو و میدانی |
| ۲۰۰۳ | تور دو فرانس            | دوچرخه‌سواری |
| ۲۰۰۲ | تیم ملی فوتبال برزیل    | فوتبال      |
| ۲۰۰۱ | مانوئل استیارته         | واترپلو     |
| ۲۰۰۰ | لانس آرمسترانگ          | دوچرخه‌سواری |
| ۱۹۹۹ | اشتفی گراف              | تنیس        |
| ۱۹۹۸ | آرانچا سانچز ویکاریو    | تنیس        |
| ۱۹۹۷ | Spanish Marathon team   | دو و میدانی |
| ۱۹۹۶ | کارل لوئیس              | دو و میدانی |
| ۱۹۹۵ | حسیبه بولمرقه           | دو و میدانی |
| ۱۹۹۴ | مارتینا ناوراتیلووا     | تنیس        |
| ۱۹۹۳ | خاویر سوتومایور         | دو و میدانی |
| ۱۹۹۲ | میگل ایندوراین          | دوچرخه‌سواری |
| ۱۹۹۱ | سرگئی بوبکا             | دو و میدانی |
| ۱۹۹۰ | Sito Pons               | Motorcycle  |
| ۱۹۸۹ | Seve Ballesteros        | Golf        |
| ۱۹۸۸ | خوان آنتونیو سامارانش   | Olympics    |
| ۱۹۸۷ | سباستین کو              | دو و میدانی |

### پژوهش‌های علمی و فنی
- ۱۹۸۱: Alberto Sols
- ۱۹۸۲: Manuel Ballester
- ۱۹۸۳: Luis Antonio Santaló
- ۱۹۸۴: Antonio García Bellido
- ۱۹۸۵: Emilio Rosenblueth و David Vázquez Martínez
- ۱۹۸۶: Antonio González González
- ۱۹۸۷: Pablo Rudomín و هاسینتو کونویت
- ۱۹۸۸: مانوئل کاردونا و Marcos Moshinsky
- ۱۹۸۹: Guido Münch
- ۱۹۹۰: Salvador Moncada و Santiago Grisolía
- ۱۹۹۱: فرانسیسکو بولیوار ساپاتا
- ۱۹۹۲: Federico García Moliner
- ۱۹۹۳: Amable Liñán
- ۱۹۹۴: مانوئل الکین پاتارویو
- ۱۹۹۵: Manuel Losada Villasante و Instituto Nacional de Biodiversidad کستاریکا
- ۱۹۹۶: والنتین فوستر
- ۱۹۹۷: Atapuerca research team
- ۱۹۹۸: Emilio Méndez Pérez و Pedro Miguel Etxenike Landiríbar
- ۱۹۹۹: Ricardo Miledi و Enrique Moreno González
- ۲۰۰۰: لوک مونتانیه و رابرت گالو
- ۲۰۰۱: کریگ ونتر، جان سالستن، همیلتون اسمیت، Francis Collins و Jean Weissenbach
- ۲۰۰۲: باب کان، وینتون سرف، تیم برنرز لی و لارنس رابرت
- ۲۰۰۳: جین گودال
- ۲۰۰۴: یودا فولکمن، آنتونی آر هانتر، Joan Massagué Solé، برت ووگلستین و رابرت واینبرگ
- ۲۰۰۵: آنتونیو دامازیو
- ۲۰۰۶: خوان ایگناسیو سیراک
- ۲۰۰۷: Ginés Morata Pérez و Peter Lawrence
- ۲۰۰۸: سومیو لیجیما، شوجی ناکامورا، رابرت لانگر، جرج ام. وایتسایدز و توبین مارکس
- ۲۰۰۹: مارتین کوپر و ریموند تاملینسون
- ۲۰۱۰: David Julius, Baruch Minke و Linda Watkins
- ۲۰۱۱: Joseph Altman, Arturo Álvarez-Buylla و جاکومو ریتزولاتی
- ۲۰۱۲: گرگ وینتر و ریچارد لرنر
- ۲۰۱۳: پیتر هیگز، فرانسوا انگلرت و سرن
- ۲۰۱۴: Avelino Corma Canós, Mark E. Davis و Galen D. Stucky

### توافق
- ۱۹۸۶: Vicariate of Solidarity (شیلی)
- ۱۹۸۷: Villa El Salvador
- ۱۹۸۸: اتحادیه بین‌المللی حفاظت از طبیعت و صندوق جهانی طبیعت
- ۱۹۸۹: استیون هاوکینگ
- ۱۹۹۰: جوامع سفاردی‌ها
- ۱۹۹۱: Medicus Mundi و پزشکان بدون مرز
- ۱۹۹۲: American Foundation for AIDS Research (AMFAR)
- ۱۹۹۳: Coordinadora Gesto por la Paz در سرزمین باسک
- ۱۹۹۴: صندوق نجات کودکان، National Movement of Street Children و سفیران صلح سازمان ملل
- ۱۹۹۵: H.M. ملک حسین، پادشاه اردن
- ۱۹۹۶: آدولفو سوارس
- ۱۹۹۷: یهودی منوهین و مستیسلاف روستروپوویچ
- ۱۹۹۸: Nicolás Castellanos, Vicente Ferrer, Joaquín Sanz Gadea و محمد یونس
- ۱۹۹۹: Caritas Española
- ۲۰۰۰: Royal Spanish Academy و انجمن آکادمیک زبان اسپانیایی
- ۲۰۰۱: World Network of Biosphere Reserves
- ۲۰۰۲: دانیل بارن‌بویم و ادوارد سعید
- ۲۰۰۳: جی.کی. رولینگ
- ۲۰۰۴: The Way of St. James
- ۲۰۰۵: Daughters of Charity of Saint Vincent de Paul
- ۲۰۰۶: یونیسف
- ۲۰۰۷: ید و شم
- ۲۰۰۸: اینگرید بتانکورت
- ۲۰۰۹: شهر برلین
- ۲۰۱۰: Manos Unidas
- ۲۰۱۱: Fukushima ۵۰
- ۲۰۱۲: Spanish Federation of Food Banks (FESBAL)
- ۲۰۱۳: National Organization of Spanish Blind People
- ۲۰۱۴: Caddy Adzuba

### شهر نمونه آستوریاس
هر سال یک شهرک یا جامعه سازمانی در آستوریاس برای دریافت این جایزه و بازدید خانواده سلطنتی و یک جایزه €۲۵٬۰۰۰ برگزیده می‌شود.
- ۱۹۹۰ San Esteban de Cuñaba (پنیامیرا باخا)
- ۱۹۹۱ Cubera, Asociación de Amigos del Paisaje de بیابیسیوسا
- ۱۹۹۲ Soto de Luiña و Novellana (کودییرو)
- ۱۹۹۳ Comunidad Vecinal de Grandas de Salime (گرانداس د سالیمه)
- ۱۹۹۴ Pastores de los Picos de Europa (آمیبا، کابرالس، کانگاس د انیس و انیس (اسپانیا))
- ۱۹۹۵ پورتو د وگا (نابیا)
- ۱۹۹۶ Comunidad Vecinal de نابا
- ۱۹۹۷ کاسترپل
- ۱۹۹۸ Jomezana و Valle del Huerna (لنا)
- ۱۹۹۹ Comunidad Vecinal y Educativa de ایبیاس
- ۲۰۰۰ Tuña (تینئو)
- ۲۰۰۱ Paredes (بالدس)
- ۲۰۰۲ Hermandad de La Probe y Comunidad de La Foz de Morcín (مرسین)
- ۲۰۰۳ Navelgas (تینئو)
- ۲۰۰۴ Villar de Vildas (سمیدو)
- ۲۰۰۵ Porrúa (یانس)
- ۲۰۰۶ Comunidad Vecinal de ساریگو
- ۲۰۰۷ Sociedad Humanitarios de San Martín y Pueblo de Moreda (Aller)
- ۲۰۰۸ Torazo (کابرانس)
- ۲۰۰۹ Comunidad Vecinal de سوبرسکوبیو
- ۲۰۱۰ Lastres (کلونگا)
- ۲۰۱۱ سان تیرسو د آبرس
- ۲۰۱۲ Bueño (لا ریبرا/ریبرا د آریبا)
- ۲۰۱۳ Comunidad Vecinal de تبرگا
- ۲۰۱۴ Movimiento asociativo y vecinal de بئال